# Liste der Monuments historiques in Saint-Martin-du-Boschet
Die Liste der Monuments historiques in Saint-Martin-du-Boschet führt die Monuments historiques in der französischen Gemeinde Saint-Martin-du-Boschet auf.
Bauwerke sind nicht gelistet.
Die Objekte sind der Kirche Saint-Martin, 2 Rue de l’Église, in Saint-Martin-du-Boschet und der Kapelle Saint-Marcou, 3 Rue de la Margouillere, im Ortsteil Baleine zuzuordnen.

## Liste der Objekte
| Bezeichnung                                                      | Beschreibung                                                                   | Standort                        | Kennzeichnung | Schutzstatus | Datum | Bild |
| ---------------------------------------------------------------- | ------------------------------------------------------------------------------ | ------------------------------- | ------------- | ------------ | ----- | ---- |
| Kanzel                                                           | geschnitztes Holz, 16. Jahrhundert                                             | 2 Rue de l’Église (Lage)        | PM77001585    | Classé       | 1906  |      |
| Kommunionbank                                                    | geschnitztes Holz, 16. Jahrhundert                                             | 2 Rue de l’Église (Lage)        | PM77001586    | Classé       | 1906  |      |
| Skulpturengruppe: Pietà                                          | gefasstes Holz, 17./18. Jahrhundert                                            | 2 Rue de l’Église (Lage)        | PM77001587    | Classé       | 1980  |      |
| Flügeltüren                                                      | geschnitztes Holz, 18. Jahrhundert                                             | 2 Rue de l’Église (Lage)        | PM77001588    | Classé       | 1980  |      |
| Vertäfelung des Chorraums                                        | geschnitztes Holz, 18. Jahrhundert                                             | 2 Rue de l’Église (Lage)        | PM77001589    | Classé       | 1975  |      |
| Konsole (im Louis XV.-Stil)                                      | geschnitztes Holz mit Marmorplatte, 18. Jahrhundert                            | 2 Rue de l’Église (Lage)        | PM77001590    | Classé       | 1975  |      |
| Konsole (im Louis XVI.-Stil)                                     | geschnitztes Holz mit Marmorplatte, Ausgehendes 18. Jahrhundert                | 2 Rue de l’Église (Lage)        | PM77001591    | Classé       | 1975  |      |
| Grabplatte des François du Bellay                                | geritzter Stein, 1542                                                          | 2 Rue de l’Église (Lage)        | PM77001592    | Classé       | 1975  |      |
| Kerzenhalter-Statue eines Engels                                 | geschnitztes Holz, 16. Jahrhundert                                             | 2 Rue de l’Église (Lage)        | PM77001593    | Classé       | 1975  |      |
| Kerzenhalter-Statue eines Engels                                 | geschnitztes Holz, 16. Jahrhundert                                             | 2 Rue de l’Église (Lage)        | PM77001594    | Classé       | 1975  |      |
| Kruzifix                                                         | geschnitztes Holz, 17. Jahrhundert                                             | 2 Rue de l’Église (Lage)        | PM77002564    | Inscrit      | 1977  |      |
| Taufbecken                                                       | Steinmetzarbeit, 16./17. Jahrhundert                                           | 2 Rue de l’Église (Lage)        | PM77003095    | Inscrit      | 1979  |      |
| Statue der Heiligen Veronika                                     | geschnitztes und bemaltes Holz, Ende des 16. Jahrhunderts                      | 2 Rue de l’Église (Lage)        | PM77003086    | Inscrit      | 1978  |      |
| Holzvertäfelung des Chors                                        | getischlertes Holz, 18. Jahrhundert                                            | 2 Rue de l’Église (Lage)        | PM77004378    | Inscrit      | 1994  |      |
| Epitaph (Grabplatte) des 1297 verstorbenen Geoffroy de Villemaur | Steinmetzarbeit, 13. Jahrhundert, ursprünglich aus der Kirche von Maisoncelles | 2 Rue de l’Église (Lage)        | PM77001584    | Classé       | 1906  |      |
| Lesepult                                                         | geschnitztes Holz, 16. Jahrhundert                                             | 2 Rue de l’Église (Lage)        | PM77002563    | Inscrit      | 1977  |      |
| Statue des Heiligen Markulf, der ein Kind heilt                  | Steinmetzarbeit, 15./16. Jahrhundert                                           | 3 Rue de la Margouillere (Lage) | PM77001595    | Classé       | 1984  |      |
| Hochrelief des unter einem Baldachin sitzenden Heiligen Quentin  | Steinmetzarbeit, 15./16. Jahrhundert                                           | 3 Rue de la Margouillere (Lage) | PM77001596    | Classé       | 1984  |      |
| Teil eines Kruzifix (Arme und Bein sowie Kreuz des Jesus fehlen) | geschnitztes Holz, 16. Jahrhundert                                             | 3 Rue de la Margouillere (Lage) | PM77004379    | Inscrit      | 1984  |      |
| zwei Hochzeitsgestecke                                           | Keramik, Seide, Wachs, Glas, 19./20. Jahrhundert                               | 3 Rue de la Margouillere (Lage) | PM77004380    | Inscrit      | 1984  |      |

Zum Verständnis siehe: Kirchenausstattung